# José Antonio Molina Rosito
José Antonio Molina Rosito (nascut el 28 de febrer de 1926 a Tegucigalpa), normalment conegut com a Antonio Molina, és un botànic d'Hondures i Professor emeritus al Zamorano Pan-American School of Agriculture.
Molina ha descobert unes 100 espècies de plantes de la flora d'Hondures. Una en particular, l'orquídia anomenada Rhyncholaelia digbyana, va ser declarada flor nacional d'Hondures (Flor Nacional de Honduras) el 26 de novembre de 1969.
Peter Karl Endress va donar al gènere Molinadendron, en honor d'A. Molina.

## Premis
- Professor emeritus al Zamorano
- Junior Chamber International i municipi de San Pedro Sula "Fall Recital" (Recital de Otoño) honoree (2004)[4]
- Zamorano Chapter of Gamma Sigma Delta honoree (2006)[5]

## Algunes publicacions
- Molina R., A. «Enumeración de las plantas de Honduras». Ceiba, 19, 1, 1975.